# Seliškar
Seliškar je priimek več znanih Slovencev:
- Albin Seliškar (1896—1973), biolog, medicinski fiziolog, univ. profesor
- Alenka Seliškar (*1967), veterinarska anesteziologinja, prpf. VF
- Aleš Seliškar (*1949), geodet, direktor Geodetske uprave RS
- Amalija Seliškar (1914—1998), botaničarka
- Andrej Seliškar (*1949), biolog, fitocenolog, predsednik in častni član PDS
- Anton Seliškar (1897—1964), književnik, skladatelj in zadružni delavec
- Boštjan Seliškar (1962—1983), pisatelj, pesnik
- Darja Seliškar, saksofonistka
- Jana Seliškar, oblikovalka izmišljenih bitij (maskot...)
- Janez Seliškar, cvetličar, strokovnjak za jaslice ...
- John Seliškar (1871—1932), teolog v ZDA
- Mateja Seliškar Kenda (*1972), prevajalka
- Mojca Seliškar Terseglav (*1947), pesnica
- Mojca Seliškar Toš, slovenska političarka
- Nataša Seliškar (*1960) (*1973?), atletinja
- Niko Seliškar (1932—2022), arhitekt, strok. za stavbarstvo
- Petra Seliškar (*1978), filmska režiserka in producentka
- Primož Seliškar (*1973), kipar, lutkar, scenograf
- Rado (Jakob) Seliškar (?—1945)
- Stane Seliškar (1907—1987), kemik, tekstilni tehnolog
- Tomaž Seliškar, biolog
- Tone Seliškar (1900—1969), pesnik in pisatelj, urednik
- Vladimir Seliškar (1911—1999), filozof, publicist